# Maiske (Maiske), Djankoi
Maiske (în ucraineană Майське) este localitatea de reședință a comunei Maiske din raionul Djankoi, Republica Autonomă Crimeea, Ucraina.

## Demografie
Componența lingvistică a localității Maiske
     Rusă (71,2%)
     Ucraineană (14,44%)
     Tătară crimeeană (14,13%)
     Alte limbi (0,04%)
Conform recensământului din 2001, majoritatea populației localității Maiske era vorbitoare de rusă (71,2%), existând în minoritate și vorbitori de ucraineană (14,44%) și tătară crimeeană (14,13%).